# Castiglione Ubertini
Castiglione Ubertini è una piccola frazione (appena 11 km²) del comune di Terranuova Bracciolini nel Valdarno Aretino, al cui territorio fu annesso nel 1868.
Al momento dell'annessione l'allora comune autonomo contava 475 abitanti e confinava con i territori comunali di Montevarchi, Terranuova Bracciolini, Laterina e Valdambra (oggi Pergine Valdarno) ma oggigiorno è una piccola frazione che conta 18 abitanti.